# 1594 год в музыке

## События

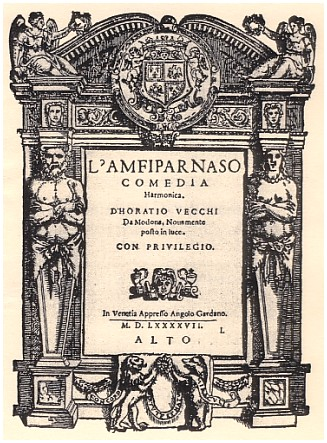
Титульный лист мадригальной комедии «Амфипарнас» Орацио Векки.

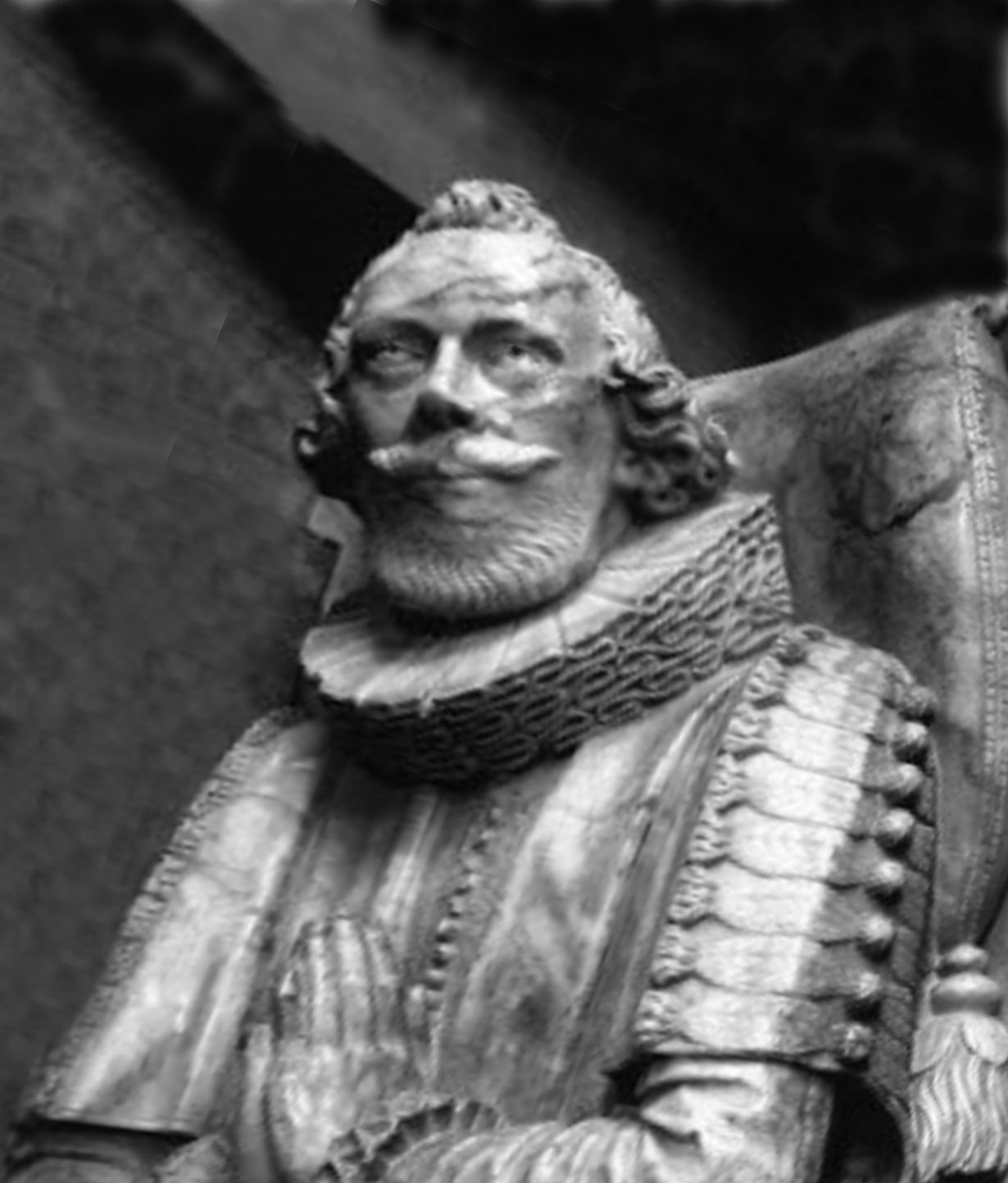
Памятник Томасу Равенскрофту в церкви Святого Иоанна Крестителя в Чиппинг-Барнете (Лондон).

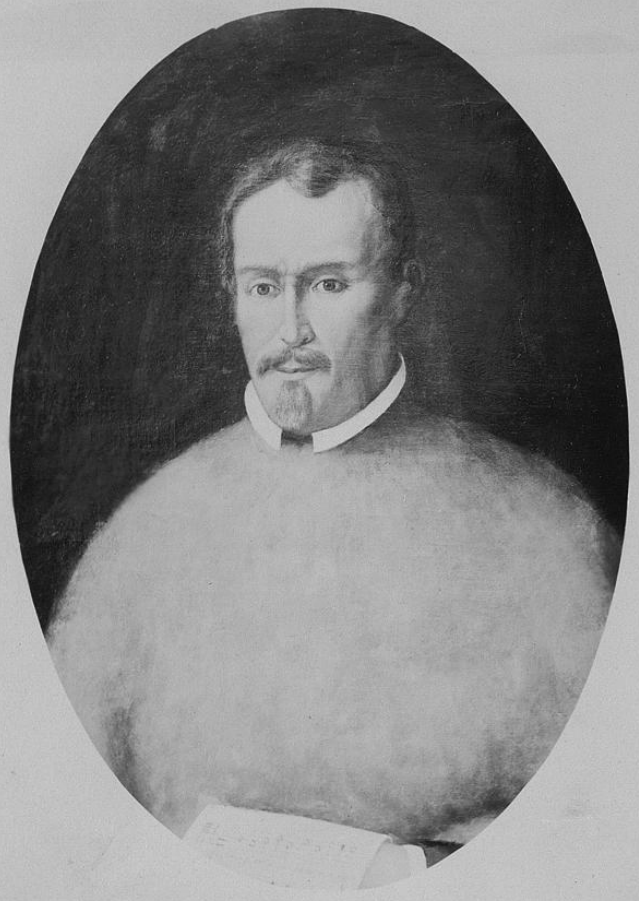
Портрет Хуана Баутисти Комеса (1582—1643).

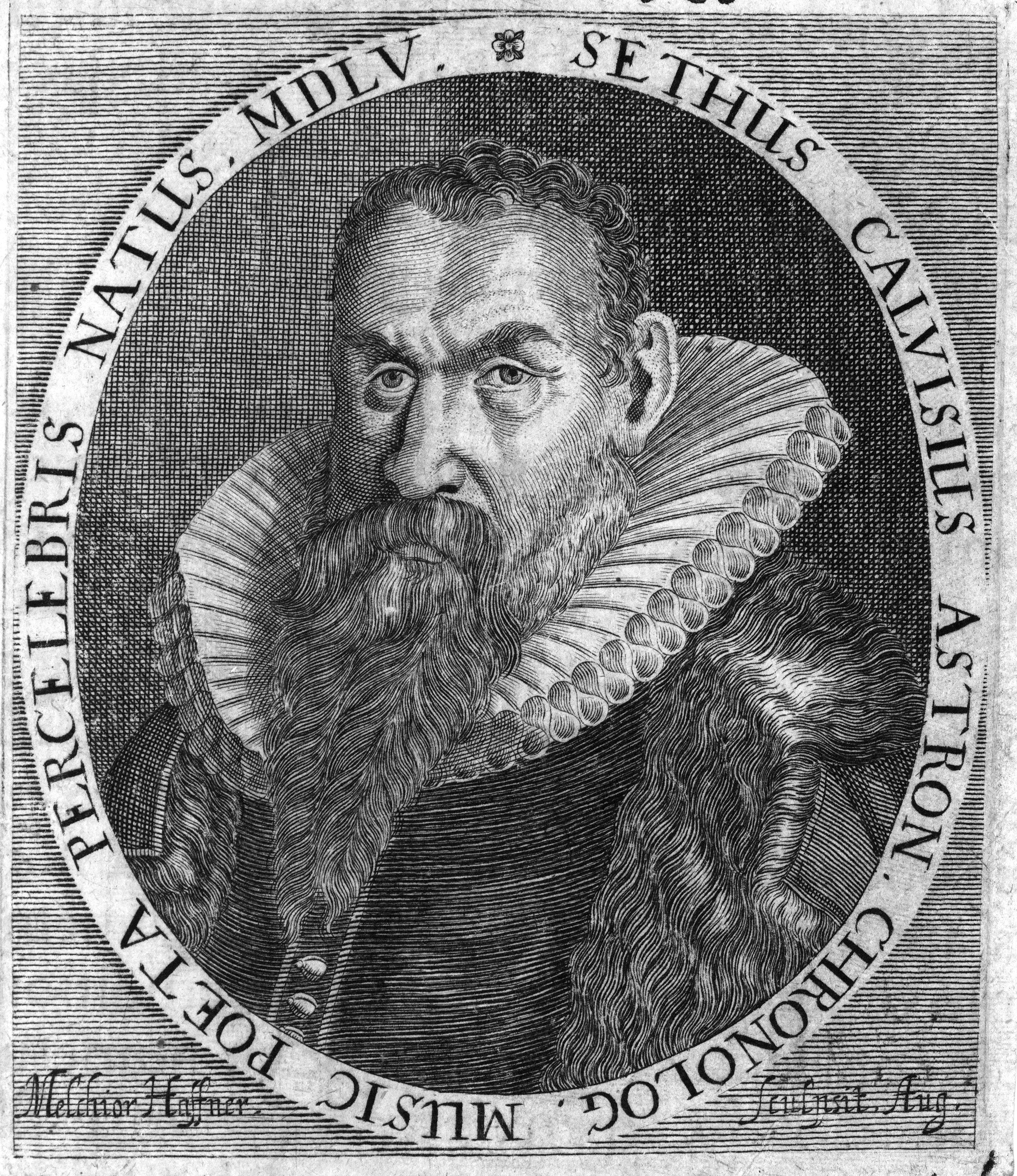
Изображение Зета Кальвизия на гравюре М. Хафнера (1673).

- 14 июля — франко-фламандский композитор, певец, органист и капельмейстер Антон Госсвин[англ.] вернувшись в Регенсбург, руководит капеллой принца Эрнста, князя-епископа Фрайзингского.
- В Модене состоялось первое исполнение мадригальной комедии «Амфипарнас» итальянского композитора Орацио Векки, которая считается одной из непосредственных предшественниц комической оперы.
- Итальянский композитор и музыкальный теоретик Джованни Баттиста Бовичелли[нем.] перед своей смертью опубликовал в Венеции труд Regole, passaggi di musica, madrigali et motetti passegiati, посвящённый мадригалам и мотетам[1].
- Шестилетний Томас Равенскрофт, впоследствии английский музыкант, теоретик, редактор и композитор, составитель коллекций английской народной музыки, начинает свою музыкальную карьеру, став певчим в хоре Собора Святого Павла в Лондоне.
- Итальянские композиторы Альфонсо Фонтанелли[итал.] и Карло Джезуальдо посещают Венецию, Флоренцию, Неаполь и Венозу. В том же году Карло Джезуальдо поселился в Ферраре — в то время центре музыкальной культуры — где познакомился с местным придворным композитором Луццаско Луццаски, оказавшим большое влияние на формирование стиля Джезуальдо.
- Немецкий теоретик музыки и композитор Зет Кальвизий возвращается в Лейпциг, где до конца жизни был кантором школы и церкви святого Фомы.
- Английский композитор и музыкант Уильям Брейд[англ.] начинает работать в Копенгагене при дворе датского короля Кристиана IV.
- Двенадцатилетний Хуан Баутиста Комес[исп.], впоследствии один из самых выдающихся композиторов испанского барокко, становится певчим в Валенсийском соборе, и следующие два года проходил обучение у Хуана Хинеса Переса, Амбросио Котеса и Нарцисо Лейса.
- Итальянский композитор Джованни Кроче становится заместителем капельмейстера в Соборе Святого Марка в Венеции.
- Английский композитор и музыкант Джон Дауленд после безуспешной попытки стать преемником покойного королевского лютниста Джона Джонсона отправился в годичное путешествие за границу, по дороге в Италию посетив ряд германских аристократических дворов — в Вольфенбюттеле и Касселе.
- Франко-фламандский композитор, певец и капельмейстер Йоханнес де Фосса[нем.], 25 лет прослужив вице-капельмейстером мюнхенской придворной капеллы, был назначен капельмейстером после смерти Орландо ди Лассо. Правда официально назначение состоялось только через три года. В качестве компенсации за это в том же 1594 году де Фосса был возведён в сан имперского дворянства указом императора Рудольфа II.
- Итальянский композитор Джулио Чезаре Габусси[англ.] становится капельмейстером Миланского собора.
- Итальянский композитор и кантор Руджеро Джованнелли[англ.] был назначен капельмейстером хора мальчиков в Капелле Юлия Собора Святого Петра в Риме, сменив на этом посту умершего Джованни Пьерлуиджи да Палестрина.
- Фламандский композитор и органист Карл Луйтон становится органистом придворной капеллы императора Рудольфа II.
- Франко-фламандский композитор, педагог и органист Джованни де Мак занял должность органиста в придворной капелле испанского вице-короля Неаполя.
- Итальянский композитор Джованни Баттиста Мосто[итал.] переезжает в Кёльн и поступает на службу к курфюрсту-архиепископу Эрнсту Баварскому.
- Итальянский композитор Джованни Мария Трабачи становится хористом в церкви Сантиссима-Аннунциата в Неаполе и в то же время был органистом в Ораторио деи Филиппини.
- Итальянский композитор и монах-францисканец Лодовико Виадана получил должность хормейстера в соборе Мантуи.
- Немецкий композитор Андреас Разелиус[нем.], кантор Нойпфарркирхе в Регенсбурге, сочиняет первое евангельское стихотворение на немецком языке. первое евангельское стихотворение на немецком языке.

## Публикации
- Ипполито Баккузи[англ.]

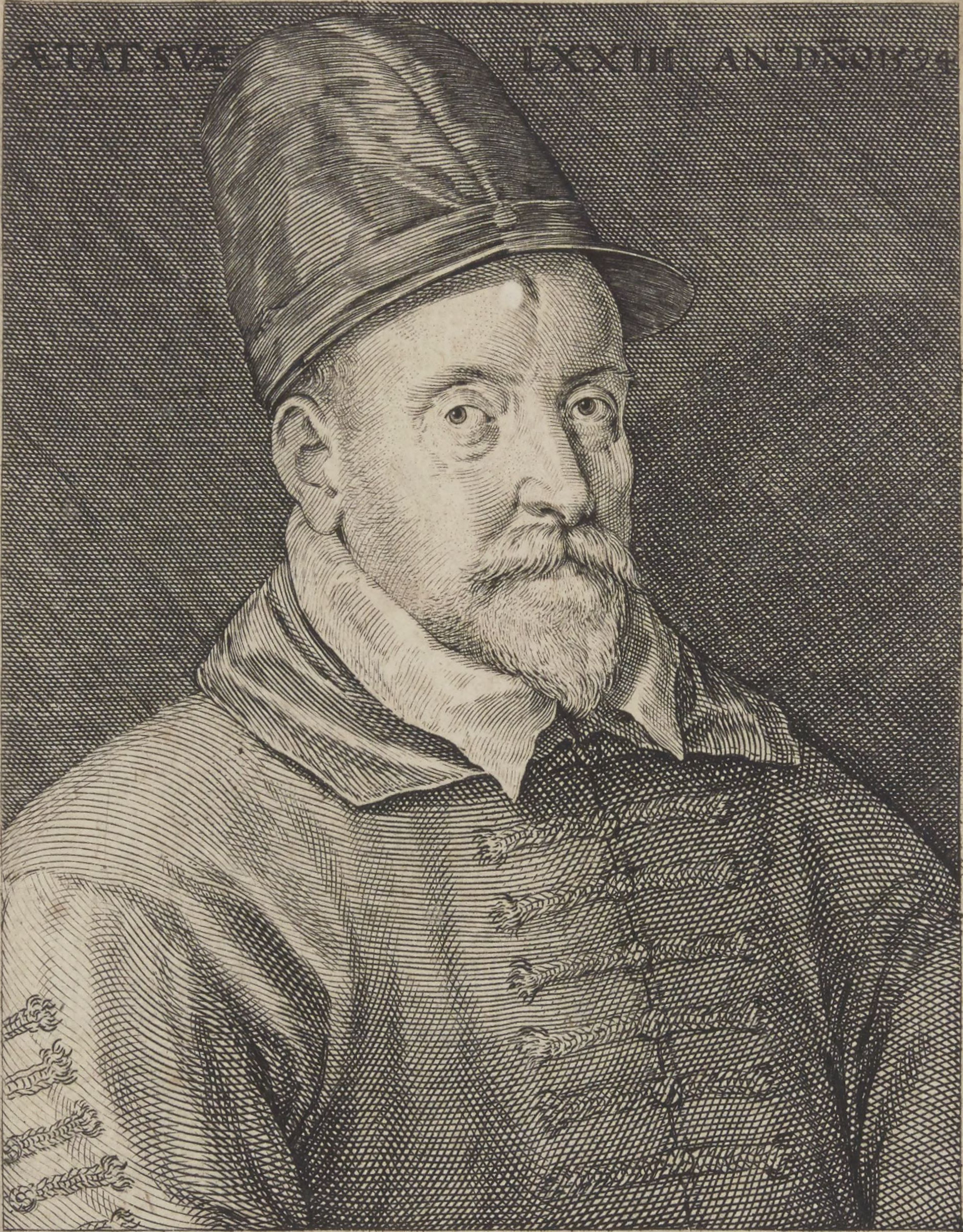
Портрет Филиппа де Монте работы Рафаэля Саделера (1594).

  - Psalmi omnes qui in vesperis a Romana Ecclesia decantantur для четырёх голосов, книги 2-я и 3-я, также включает магнификат (Венеция: Риккардо Амадино[итал.]).
  - Первая книга мадригалов для трёх голосов (Венеция: Риккардо Амадино).
- Джироламо Белли[англ.] — Sacrae cantiones cum B. V. cantico (мотеты и магнификат) для десяти голосов, также включает мессу для восьми голосов (Венеция: Риккардо Амадино).
- Валерио Бона[англ.] — мессы и мотеты для трёх голосов, также включает магнификат для шести голосов (Милан: Франческо и Симон Тини).
- Зет Кальвизий — Hymni sacri latini et germanici («Священные гимны на латыни и немецком языке») для четырёх голосов (Эрфурт: Георг Бауманн).
- Джованни Кроче
  - Первая книга мотетов для восьми голосов (Венеция: Джакомо Винченти[итал.]).
  - Novi pensieri musicali («Новые музыкальные мысли») для пяти голосов (Венеция: Джакомо Винченти).
- Кристоф Демантиус — эпиталама Epithalamium honori nuptiarum Dn. Andreae Goldbeckii cum foemina Anna Christophori Reichij relicta vidua (Лейпциг: Захариас Бервальд).
- Шипьоне Дентиче — Первая книга мотетов для пяти голосов (Рим: Франческо Коаттино)
- Джованни Драгони[итал.] — Четвёртая книга мадригалов для пяти голосов (Венеция: Джакомо Винченти).
- Иоганн Эккард
  - Epithalamion (Was Gott für hat) для пяти голосов, свадебная песня (Кёнигсберг: Георг Остерберг).
  - Dilexi sapentiam для пяти голосов, выпускная песня (Кёнигсберг: Георг Остерберг).
- Карло Джезуальдо
  - Первая книга мадригалов для пяти голосов (Феррара: Витторио Бальдини).
  - Вторая книга мадригалов для пяти голосов (Феррара: Витторио Бальдини).
- Адам Гумпельцхаймер[нем.] — Neue Teutsche Geistliche Lieder («Новые немецкие духовные песни») для четырех голосов (Аугсбург: Валентин Шёнигк).
- Иоганн Герольд[нем.] — Historia, deß Leidens unnd Sterbens unsers Herrn und Haylandts Jesu Christu auß dem H. Euangelisten Mattheoдля шести голосов (Грац: Георг Видманштеттер).
- Паоло Иснарди[англ.] — Missa cum motteto для восьми голосов (Венеция: наследники Джироламо Скотто).
- Орландо ди Лассо — Мотеты для шести голосов (Грац: Георг Видманштеттер).
- Клод Лежён — Арии для четырех и пяти голосов (Париж: Адриан Ле Руа и вдова Р. Балларда).
- Луццаско Луццаски — Четвертая книга мадригалов для пяти голосов (Феррара: Витторио Бальдини).
- Лука Маренцио — Шестой том мадригалов для пяти голосов (Венеция: Анджело Гардано).
- Тибурцио Массаино — Четвертая книга мадригалов для пяти голосов (Венеция: Анджело Гардано).
- Ринальдо дель Мель[нем.]
  - Пятая книга мадригалов для пяти голосов (Венеция: Анджело Гардано).
  - Третья книга мадригалетти для трёх голосов (Венеция: Анджело Гардано).
- Клаудио Меруло — первая книга Sacrorum concentuum для восьми, десяти, двенадцати и шестнадцати голосов (Венеция: Анджело Гардано).
- Филипп де Монте — Восьмой том мадригалов для шести голосов (Венеция: Анджело Гардано).
- Томас Морли — Мадригалы на четыре голоса… Первая книга (Лондон: Томас Эсте).
- Джон Манди[англ.] — Песни и псалмы, составленные из частей 3, 4 и 5 (Лондон: Томас Эсте).
- Джованни Пьерлуиджи да Палестрина — Шестая и Седьмая книги месс для четырёх и пяти голосов (Рим: Франческо Коаттино).
- Андреас Разелиус[нем.] — Teutscher Sprüche auss den sontäglichen Evangeliis durchs gantze Jar, первый цикл Evangelienmotetten[англ.], охватывающий весь год, первое евангельское стихотворение на немецком языке.
- Чезаре де Захария[нем.] — Patrocinium Musices (Мюнхен).
- Лодовико Виадана — Canzonette a tre Voci (Венеция).

## Классическая музыка
- Орландо ди Лассо — цикл из 20 мадригалов и заключительного мотета Lagrime di San Pietro.

## Родились

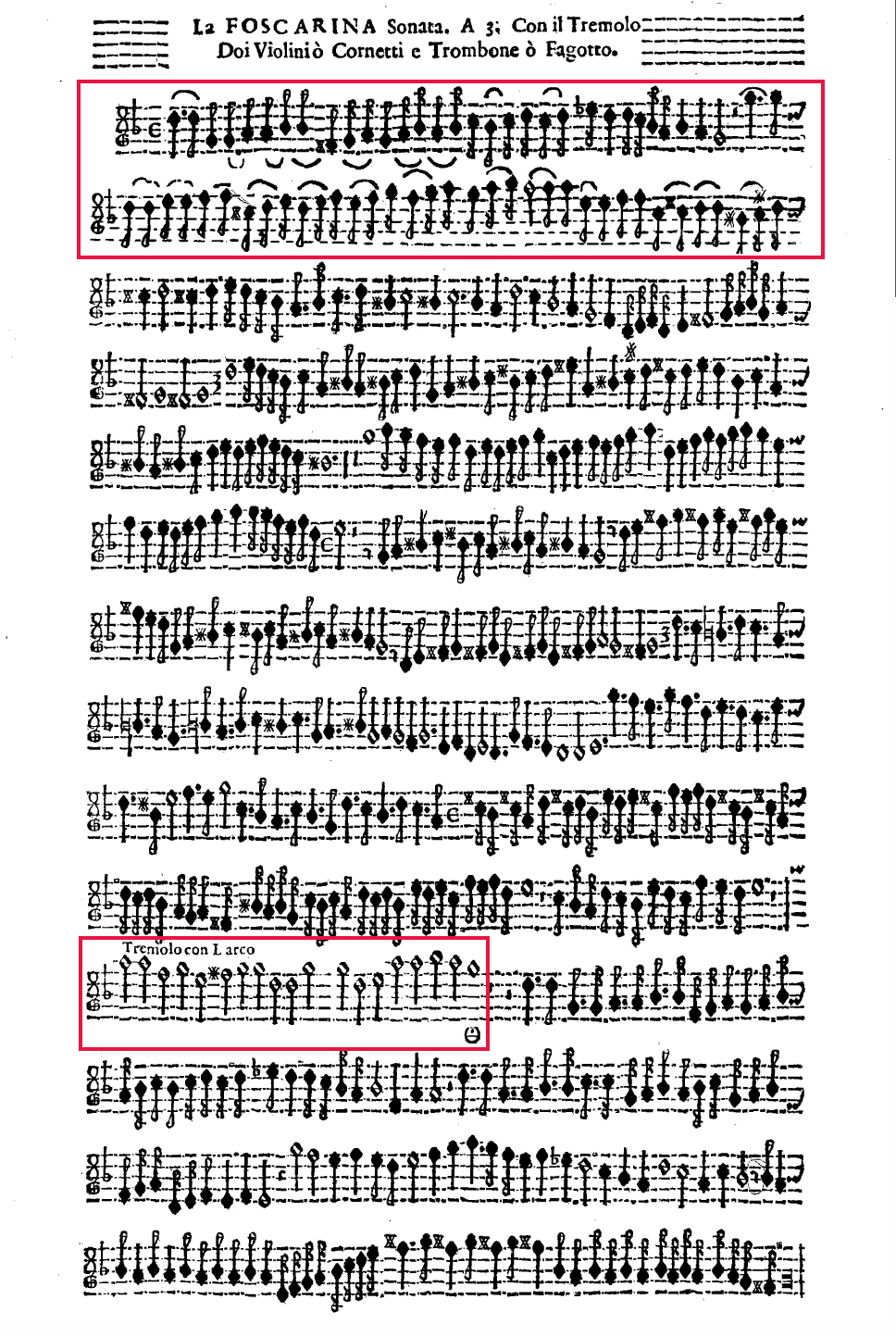
Соната La Foscarina Бьяджо Марини (1617). Выделены области с фразировочными лигами и тремоло.

- 5 февраля — Бьяджо Марини, итальянский скрипач и композитор, новатор скрипичной техники (ум. в 1663).
- 20 апреля — Маттеус Апельт[нем.], немецкий композитор и автор гимнов (ум. в 1648).
- 24 апреля — Бенедикт Лехлер[нем.], немецкий композитор, лютнист, музыкальный руководитель и музыкальный педагог эпохи барокко (ум. в 1659).
- 20 августа — Николя-Франциск Карубель[нем.], французский скрипач, сын композитора и скрипача Пьера-Франциска Карубеля (ум. в 1657).
- 30 ноября — Джованни Баттиста Дони, итальянский гуманист, музыковед, искусствовед и литератор (ум. в 1647).

Дата неизвестна
- Жан Мазюэль-мл.[нем.], французский скрипач из династии музыкантов Мазюэль[нем.] (ум. в 1633).

## Умерли

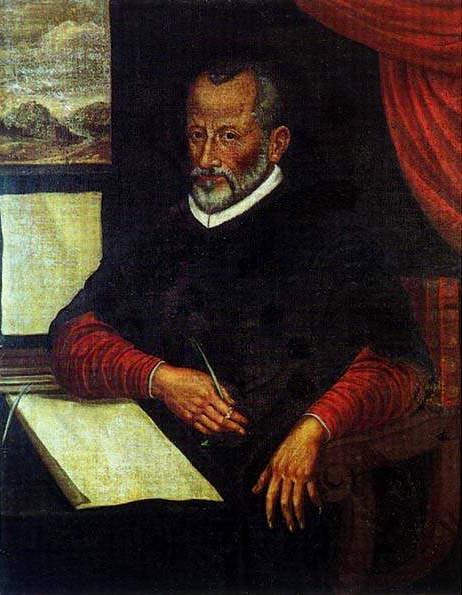
Джованни Пьерлуиджи да Палестрина, один из крупнейших полифонистов эпохи Ренессанса.

- 2 февраля — Джованни Пьерлуиджи да Палестрина, итальянский композитор, один из крупнейших полифонистов эпохи Ренессанса, наиболее значительный представитель Римской школы (род. в 1525/1526).
- Апрель — Валентин Отто[нем.], немецкий музыкант и кантор церкви святого Фомы в Лейпциге (род. в 1529).
- 14 июня — Орландо ди Лассо, франко-фламандский композитор и капельмейстер, один из самых плодовитых композиторов во всей истории музыки (род. в 1532).
- Июль — Джироламо Меи, итальянский гуманист, филолог-классик и теоретик музыки, идейный вдохновитель Флорентийской камераты, друг, консультант и корреспондент её активных членов Винченцо Галилея и Джованни Барди (род. в 1519).
- 10 июля — Паоло Беллазио[англ.], итальянский композитор и органист позднего Возрождения (род. в 1554 ).
- 26 ноября — Бальдуин Гуаюль[нидерл.][2], певец, капельмейстер и композитор-полифонист франко-фламандской школы (род. в 1548).
- 28 декабря — Кристоф Розенхардт II[нем.], основатель немецкого колокольнолитейного дела (род. в 1529).

Дата неизвестна
- Джованни Баттиста Бовичелли[нем.], итальянский монах-францисканец, композитор, певец и музыкальный теоретик (род. в 1550).